# Okręty podwodne typu VIIC
Okręty podwodne typu VIIC – niewielkie oceaniczne okręty podwodne III Rzeszy, stanowiące trzon floty podwodnej Kriegsmarine od roku 1940. Okręty tego typu miały wyporność wynoszącą 769 ton na powierzchni, oraz 871 ton w zanurzeniu, co przy napędzie podwodnym o mocy 560 kp zapewniało im prędkość w zanurzeniu 7,5 węzła. Okręty typu VIIC o zasięgu nawodnym 8500 mil morskich, wyposażone były w cztery wyrzutnie torped kalibru 533 milimetry na dziobie oraz jedną wyrzutnię 533 mm na rufie.
Jednostki te stanowiły daleko idące ulepszenie podstawowego projektu VIIA. Po wydaniu przez admirała Karla Dönitza rozkazu walki na powierzchni morza z atakującymi samolotami, wiele jednostek tego typu otrzymało cięższe uzbrojenie przeciwlotnicze, zwykle podwójnie bądź poczwórnie sprzężone działka kalibru 20 milimetrów. Stopniowo otrzymały także urządzenia ostrzegające o opromieniowaniu wiązką radaru oraz inne pakiety elektroniczne.
W trakcie działań wojennych podczas II wojny światowej, flota okrętów tego typu poniosła gigantyczne straty. Dwadzieścia jeden okrętów zostało utraconych w 1941 roku, w tym dwa w wyniku wypadków, jeden zaś został zajęty przez siły brytyjskie. Sześćdziesiąt jeden okrętów zostało zniszczonych w 1942 roku, jeden zaś został internowany w Hiszpanii. W trakcie 1943 roku Kriegsmarine utraciła 114 okrętów typu VIIC, z których siedem padło ofiarą wypadków. Straty w 1944 roku wyniosły 153 jednostki, z czego trzy okręty zostały utracone w wyniku wypadków. W ostatnim roku wojny Kriegsmarine straciła pięćdziesiąt siedem okrętów tego typu, w tym dwa w wyniku wypadków. Ponad połowa ze 106 okrętów typu VIIC które przetrwały do maja 1945 roku, została zatopiona przez własne załogi, aby uniknąć zajęcia ich przez siły alianckie. Praktycznie wszystkie pozostałe okręty tego typu, zostały zniszczone przez aliantów, jednakże U-977 zdołał przedrzeć się do Argentyny, gdzie został internowany, po czym przekazany siłom amerykańskim. Ogólnie, wysiłkiem alianckich sił zwalczania okrętów podwodnych, zatopiono nie mniej niż 370 okrętów z 492 jednostek typu, które zostały wcielone do służby podczas II wojny światowej.

## Konstrukcja
Jednostki typu VIIC wypierały 762 tony wody na powierzchni oraz 871 ton w zanurzeniu, wyporność formy okrętu wynosiła natomiast 1150 m³. Pojemność zbiorników balastowych stanowiła 14,4% wyporności okrętu na powierzchni. Całkowita długość jednostek wynosiła  67,10 metra, szerokość 6,23 metra, wysokość kadłuba do poziomu pokładu 6 metrów, zanurzenie natomiast 4,78 metra. Dystrybucja wagi okrętu w procentach wynosiła: kadłub 41,5%, maszynownia 28,3%, uzbrojenie 7,5%, paliwo 14,7%, inne zapasy 3,9%, balast efektywny 4,1%, gdzie 100% oznacza całkowitą wagę okrętu na powierzchni. Okręty typu VIIC zbudowane zostały w oparciu o pojedynczy kadłub ciśnieniowy o średnicy 4,70 metra, do którego budowy użyto arkuszy stali o grubości 1,85 cm z wręgami o profilu 200 mm x 12 mm w rozstawie  wynoszącym 60 cm. Matematycznie wyliczona w czasie konstruowania głębokość zmiażdżenia kadłuba wynosiła 250 metrów, jednak z uwagi na stosowany w ówczesnej marynarce niemieckiej współczynnik marginesu bezpieczeństwa wynoszący 2,5, głębokość testowa (maksymalna głębokość operacyjna) okrętów tego typu, wynosiła 100 metrów. Głębokość zmiażdżenia jednostek VIIC została ustalona matematycznie w czasach konstruowania tego typu, jednakże przy użyciu współczesnych metod matematycznych, głębokość zmiażdżenia tych okrętów określono na 280 metrów.

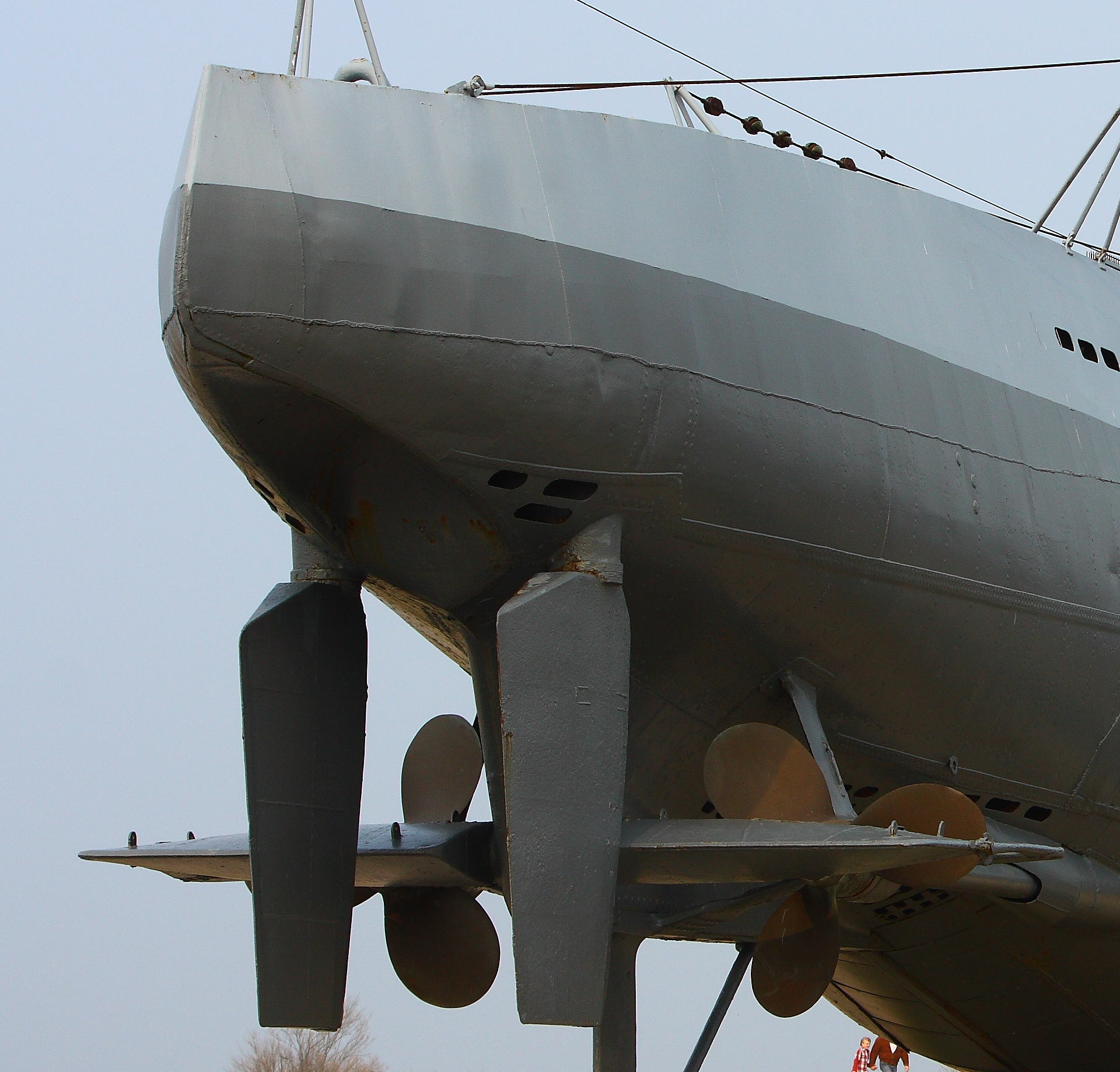
Rufa U-995 typu VIIC/41 z widoczną konfiguracją pędników oraz rufowych płaszczyzn sterowych. Przed dwoma symetrycznie rozmieszczonymi śrubami widoczne dwa symetryczne rufowe stery głębokości, na pierwszym zaś planie podwójne stery kierunku.

Płaszczyzny sterowe okrętu stanowiły dwa symetryczne stery głębokości umieszczone na rufie za śrubami oraz stałe stery głębokości o niewielkim promieniu obrotu na dziobie, a także podwójne stery kierunku za sterami głębokości na rufie. Układ ten zapewniał dobre panowanie nad okrętem, w tym krótki czas zanurzenia nie przekraczający 40 sekund.

## Udział w drugiej wojnie światowej
Niemiecka flota doświadczyła ogromnych strat wśród okrętów tego typu w trakcie prowadzonych podczas drugiej wojny światowej działań morskich w ramach Bitwy o Atlantyk. W roku 1941 utraconych zostało 21 okrętów tego typu, U-580 i U-583 zatonęły na skutek wypadków, a U-570 został zajęty przez siły brytyjskie i wcielony do Royal Navy jako HMS "Graph". 61 jednostek zostało zatopionych w roku 1942 zaś U-573 został internowany w Hiszpanii, sprzedany a następnie wcielony do marynarki hiszpańskiej jako G-7, w służbie której pozostał aż do roku 1970. W roku 1943 utracone zostały kolejne 114 okręty, w tym U-284, U-649, U-659, U-670, U-718, U-768 i U-983 w wyniku wypadków. Jeszcze wyższe straty flota tych okrętów poniosła w roku 1944, kiedy zostało zatopionych 150 okrętów a U-673, U-737 i U-738 zostały utracone w wypadkach. W ostatnim roku wojny, U-1053 i U-1206 zatonęły w wypadkach a 55 innych okrętów zostało zatopionych. Ponad połowa ze 106 jednostek tego typu, które przetrwały do maja 1945 roku, została zatopiona przez własne załogi w celu uniemożliwienia przejęcia ich przez siły alianckie. Praktycznie wszystkie pozostałe okręty typu VIIC zostały zniszczone przez Aliantów, jednakże U-977 zdołał uciec do Argentyny, gdzie został internowany, a następnie oddany w ręce sił amerykańskich. Ogółem alianckie siły przeciwpodwodne zatopiły 370 z 492 okrętów tego typu, które zostały przyjęte do służby w trakcie wojny.